# أودري هيبورن
أودري هيبورن (بالإنجليزية: Audrey Hepburn)‏ (4 مايو 1929 - 20 يناير 1993) أو أودري كاثلين روستون (المولودة في الرابع من مايو عام 1929، والتي توفيت في اليوم العشرين من شهر ينايـر لعام 1993) ممثلة ذات أصول بريطانية. عُرفت أودري بكونها رمزًا من رموزعالم السينما والأزياء، وقد ذاع صيتها خلال المدّة الذهبية لهوليود؛ فصُنفت من قِبل معهد الفيلم الأمريكي بوصفها أعظم ثالث أسطورة نسائية متجسدة على الشاشات خلال العصر الذهبي لهوليود، فضلًا عن دخولها قائمة المشاهير الأكثر أناقةً حول العالم. وُلدت هيبورن بمدينة إيكسل، أحد أحياء مدينة بروكسل، وقضت طفولتها في التنقل بين بلجيكا وإنجلترا وهولندا. وخلال تواجدها في أمستردام، درست هيبورن فنون الباليه على يد سونيا جاسكل قبل أن تنتقل إلى لندن عام 1948 لتُكمل دراستها لفنون الباليه على يد ماري رامبرت؛ إذ شاركت آنذاك في العروض الموسيقية المسرحية بمسارح وست اند بوصفها فتاة كورَس. وبعد أدائها لأدوار ثانوية في أفلامٍ عدة، تألّقت هيبورن في عرض برودواي المسرحي «جيجي» بعد أن تم اختيارها من قِبل الروائية الفرنسية كوليت والتي استند العمل المسرحي على أعمالها. وشقَّت أودري طريقها إلى النجومية من خلال تجسيدها لدور البطولة في فيلم «عطلة رومانية» عام 1953، الذي منحها لقب أول ممثلة تفوز بجائزة أكاديمية (جائزة الأوسكار)، وجائزة غولدن غلوب (الكرة الذهبية)، وجائزة الأكاديمية البريطانية للأفلام عن دورها الفردي.
وفي العام ذاته، فازت هيبورن بجائزة توني لأفضل ممثلة تؤدي دور البطولة بالعمل المسرحي «أوندين». وقد بلغت أودري هيبورن مبلغ النجوم بعد خوضِها سلسلة أفلام ساحقة النجاح أمثال: «سابرينا» المعروض عام 1945، و«قصة الراهبة» عام 1959، و«الإفطار عند تيفاني» عام 1961، و«الأحجية» عام 1963، و«سيدتي الجميلة» عام 1964، و«انتظر حتى يحلَّ المساء» لعام 1967 والذي منحها جوائز الأوسكار والغولدن غلوب وجائزة الأكاديمية البريطانية للأفلام. وقد حققت هيبورن رقمًا قياسيًّا بترشيحها لثلاث جوائز عن أفضل دور بطولة وذلك من قِبل الأكاديمية البريطانية للأفلام. وتقديرًا لمشوارها الفني، مُنِحت أودري هيبورن جائزة الإبداع الأبدي من الأكاديمية البريطانية للأفلام، وجائزة سيسيل بي دوميل (الغولدن غلوب)، وجائزة الأعظم إنجازًا من رائدي الشاشات، فضلًا عن جائزة توني. وستظل أودري واحدة من القلائل الذين حظوا بنيل كل هذه الجوائز. وقد تقلَّصت مشاركات أودري هيبورن في الأفلام مع تقدمها في العمر؛ إذ كَرّست حياتها للعمل في اليونيسف. فانضمَّت للمنظمة في عام 1954، ثم عملت في بعض المجتمعات الفقيرة في إفريقيا، وجنوب أمريكا، وآسيا في المدّة من عام 1988 وحتى عام 1992. وقد مُنِحت وسام الحرية الرئاسي تقديرًا لمجهوداتها بوصفها سفيرة للنوايا الحسنة باليونيسف وذلك في ديسمبر لعام 1992. وعقب هذا التكريم بمدَّة لا تزيد عن الشهر، توفيت أودري هيبورن بمرض سرطان القولون في منزلها بسويسرا عن عمر يناهز ال 63 عام.

## بداية حياتها

### عائلتها وطفولتها (1929-1938)
وُلدت أودري هيبورن كاثلين فان هيمسترا روستون في الرابع من مايو عام 1929، في المنزل رقم 48 بشارع كينفيلد بمدينة إيكسل الواقعة ببلدة بروكسل ببلجيكا. وكان والدها جوزيف فيكتور أنتوني روستون (1889- 1980)، من أحد الرعايا البريطانيين المولودين بمدينة أوشفيتز بوهيميا بالنمسا والمجر. فكانت والدته السيدة آنا روستون (ني فيلس) من أصل نمساوي، بينما انتمى والده فيكتورجون جورج روستون لأصول بريطانية نمساوية. وكان والدها قد عٌين قنصلا بريطانيًا في جزر الهند الشرقية الهولندية وذلك بعد الحرب العالمية الأولى، وقد تزوج من كورنيليا الوريثة الهولندية قبل أن يتزوج من والدة هيبورن. وعلى الرغم من تسميته «روستون» عند ميلاده، إلا أنه اتخد لنفسه من «هيبورن روستون» اسمًا مركبًا لما يحمله من طابعٍ أرستقراطيٍ؛ حيث اعتقد بشكل خاطئ  أنه ينحدرمن سلالة جيمس هيبورن (إيرل بوثويل الرابع)، الزوج الثالث لماري ستيوارت.
كانت والدة هيبورن، البارونة إيلا فان هيمسترا (1900-1984) هي سيدة من طبقة أرستقراطية وهي ابنة البارون الهولندي أرنود فان هيمسترا والذي شغل منصب رئيس بلدية آرنم في الفترة من 1910 وحتى 1920، وكان حاكمًا لمستعمرة سورينام الهولندية في الفترة منذ 1921 وحتى عام 1928. وكانت والدة إيلا هي السيدة إلبيرج ويلماين هنرييت، البارونة فان (1873-1939) وكانت حفيدة القاضي كاونت ديرك فان هوجيندورب. وعند بلغوها التاسعة عشر من عمرها، تزوجت إيلا من السيد المبجل هندريك جوستاف أدولف كارلوس فان أفورد، الذي كان يعمل وقتها كمسئول تنفيذي للنفط بباتافيا بجزر الهند الشرقية، حيث عاشا الزوجان معًا بعد الزواج. وقد أنجبا طفلين هما السيد المبجل أرنود روبرت ألكسندر كارلوس فان أفورد (1920-1979)، والسيد المبجل إيان إيدجار بروس كارلوس فان أفورد (1924-2010)، وذلك قبل طلاقهما في عام 1925.
وقد تزوج والدا أودري هيبورن في سبتمبر 1926 بمدينة باتافيا. فكان روستون حينها يعمل لدى شركة تجارية، ولكن بعد زواجهما، انتقل الزوجان إلى أوروبا حيث بدأ روستون عمله بشركة اقتراض. ثم انتقل الزوجان إلى بروكسل بعد قضائهما عام في لندن وذلك بسبب تعيين روستون لفتح مكتب فرعي للشركة. وبعد قضاءهم ثلاث سنوات في التنقل بين بروكسل وآرنم ولاهاي ولندن، استقرت الأسرة في بلدة لينكبيك إحدى ضواحي مدينة بروكسل وذلك في عام 1932. تميزت طفولة أودري بكونها آمنة ومتميزة. ونتيجة لتنقلها بين عدة بلاد لتنقل والدها بين الوظائف، فقد تعلمت أودري التحدث بخمس لغات وهم: الهولندية، والإنجليزية التي اكتسبتهما من والديها، بالإضافة إلى تعلمها الفرنسية، والإسبانية، والإيطالية فيما بعد. وقد التحقت أودري بمدرسة داخلية بمدينة إلهام كنت لتقوية اللغة الإنجليزية لديها عندما كانت في الخامسة من عمرها.
وفي منتصف الثلاثينيات، تطوّع والديها لجمع التبرعات لصالح الاتحاد البريطاني للفاشيون. وقد وصفت أودري هيبورن الحدث الأكثر صدمة في حياتها عندما ذكرت ترك والدها للمنزل فجأة وتطليق والدتها في عام 1935. وفي الستينيات، التقت أودري مجددًا بوالدها بعدما حددت موقعه في دبلن وذلك عن طريق الصليب الأحمر، وعلى الرغم من عدم إظهاره أية مشاعر تجاهها إلا انها بقيت تدعمه ماديًا حتى وفاته. وبعد طلاقها، ترددت إيلا على زيارة مدينة كنت عدة مرات.

### تجاربها خلال الحرب العالمية الثانية (1939-1945)
وبعد إعلان بريطانيا الحرب على ألمانيا في سبتمبر عام 1939، أعادت والدة هيبورن ابنتها إلى آرنم أملا في أن تبقى هولندا آمنة من الهجمات الألمانية مثلما حدث في الحرب العالمية الأولى. وحينئذ، التحقت أودري هيبورن بمعهد آرنم للموسيقى في الفترة منذ 1939 وحتى 1945. وقد حصلت أودري على دروس في الباليه أثناء تواجدها بالمدرسة الداخلية بمدينة إلهام، وحرصت على مواصلة التدريب في آرنم تحت إشراف وينجا ماروفا وأصبحت تلميذتها النجيبة. وبعد غزو ألمانيا لهولندا عام 1940، اتخذت هيبورن من «ايدا فان هيمسترا» اسمًا مستعارًا لها؛ وذلك لما يشكله اسمها الإنجليزي من خطورة عليها أثناء الاحتلال الألماني. وقد تأثرت عائلة هيبورن بشدة من قِبل الاحتلال، فقد سردت هيبورن ذات مرة «لقد أدركنا أنه سيتم احتلالنا لمدة خمس سنوات، ولربما كدنا أن نطلق النيران على أنفسنا، ولكننا اعتقدنا أن كل ذلك سينتهي الإسبوع القادم... بل بعد ستة أشهر... ربما العام القادم... فهكذا هوّنا على أنفسنا». وبحلول عام 1942، تم إعدام عمها أوتو فان ليمبورغ ستيرم (زوج ميسجي الأخت الكبرى لوالدتها) وذلك انتقاما لارتكابه عمل تخريبي تابع لحركة المقاومة، ولكنه في الحقيقة لم يشارك في العمل بل تم استهدافه لبروز عائلته في المجتمع الهولندي. وقد تم ترحيل إيان شقيق هيبورن من والدها للعمل في معسكر العمل الألماني، بينما اختبأ شقيقها الآخر أليكس لتجنب مصير أخيه.
وبعد وفاة عمها، انتقلت هيبورن بصحبة والدتها وخالتها للعيش برفقة جدها البارون آروند فان هيمسترا بالقرب من فيلب. وخلال ذلك الوقت، شاركت أودري في حركة المقاومة الهولندية وقامت بإيصال الرسائل والطرود، كما كانت تؤدي رقصات البالية في بعض التجمعات السرية مقابل جمع بعض التبرعات. وذلك بالإضافة إلى ما روته من أحداث مؤلمة؛ فقد روت أنها شهدت نقل اليهود الهولنديين إلى معسكرات الاعتقال، وقالت «ذهبت أكثرمن مرة إلى المحطة ورأيت القطارات المحملة باليهود استعدادًا لنقلهم، فقد شاهدت تلك الوجوه من فوق عربة القطار. وأتذكر جيدًا ملامح ذلك الطفل الأشقر ذو الوجه الشاحب الذي كان يقف على رصيف المحطة بصحبة والديه مرتديًا معطفا يفوقه حجمًا ويستعد للدخول للقطار. فقد كنت طفلة أشاهد طفلا».
وبعد هبوط الحلفاء في يوم النصر، إزدادت الظروف المعيشية سوءًا وتم تدمير آرنم لاحقا خلال عملية ماركت جاردن العسكرية. وخلال المجاعة الهولندية التي أعقبت شتاء عام 1944، أغلق الألمانيون طرق الإمدادات الضئيلة عن الشعب الهولندي انتقامًا من إضرابات السكك الحديدية التي قام بها الهولنديون لعرقلة الاحتلال الألماني. وقد لجأت هيبورن والعديد من الأناس لاستخراج الدقيق من نبات التوليب لاستخدامه في خبزالكعك والبسكويت، وقد أصيبت هيبورن بفقر الدم (أنيميا) ومشاكل في الجهاز التنفسي واستسقاء (طب) (أوديما) نتيجة سوء التغذية. وقد تأثرالمستوى المادي لعائلة فان هيمسترا بصورة بالغة جدًا جرّاء الاحتلال؛ فقد تم تدمير العقار الرئيسي لهم في مدينة آرنم. وحُررت هولندا من الحلفاء في مايو عام 1945، بمساعدة الأمم المتحدة للإغاثة وإدارة إعادة التأهيل التي بدأت في توزيع الطعام والضروريات الأخرى على المواطنين.

## الترفيه الوظيفي

### دراسة الباليه والأدوار الأولى في التمثيل (1945-1952)
بعد انتهاء الحرب عام 1945، انتقلت هيبورن مع والدتها وأشقاءها إلى أمستردام حيث بدأت تدريبات الباليه تحت إشراف رائدة الباليه الهولندية سونيا جاسكل والروسية اولجا تاراسزوفا. وبسبب فقدان العائلة لثروتها خلال الحرب، قررت إيلا العمل كطباخة ومديرة منزل لدى عائلة ثرية لمساعدة عائلتها. وقد خاضت أودري هيبورن أول أدوارها السينمائية في عام 1948، حيث لعبت دور مضيفة جوية هولندية وكان بعنوان «الهولندية في سبعة دروس» ذلك الفيلم التعليمي والمُنتج بواسطة تشارلز فان دير ليندن، وهنري جوزيفسون. وفي وقت لاحق من العام ذاته، انتقلت هيبورن إلى لندن للشروع في منحة دراسية مع مدربة الباليه رامبرت والتي كان مقرها آنذاك بمدينة نوتينغ هيل. كما أعانت نفسها بالعمل بدوام جزئي كموديل ولكنها أزالت لقب روستون من اسمها. وبعدما أخبرتها رامبرت أن طولها وتكوينها الضعيف الناتج عن سوء التغذية التي تعرضت لها أثناء الحرب سيمنعها من تحقيق حلمها بأن تصير راقصة باليه، فقررت هيبورن التركيز على عملها في الفن.
وأثناء امتهان إيلا بوظائف متدنية لمساعدة عائلتها، ظهرت هيبورن كفتاة كورس بمسارح إند وست الموسيقية  وذلك بالعمل المسرحي الساخر زر الحذاء العالي (1948) بميدان سباق الخيل بلندن وصوص سيسيل والتتار (1949)، والصوص اللاذع عام 1950 بمسرح كامبردج. وخلال عملها المسرحي، أخذت دروس خطابة مع الممثل فيليكس إيلمر لتطوير صوتها. وبعد أن رُصدت من قبل مدير اختيار الممثلين أثناء عملها في العمل المسرحي صوص سيسيل تم تسجيل هيبورن كممثلة لحساب مؤسسة أسوشيتيد بريتيش بيكتشر. وقد ظهرت هيبورن في أدوار ثانوية في أفلام عام 1951 أمثال الشوفان البري، والضحك في الجنة، وزوجات شابة وذلك قبل أن تلعب أول دور كبير لها في ثورولد ديكنسون سر الشعب الذي عُرض في عام 1952 حيث كانت تلعب دور راقصة باليه إعجازية وقامت بتأدية كل الرقصات بنفسها.
وبعد ذلك لعبت هيبورن دورًا صغيرًا في الفيلم الذي أنتج بالعربية والفرنسية عام 1951 بعنوان «طفل مونتي كارلو» والذي تم تصويره بمونتي كارلو. وبالصدفة، كانت الروائية الفرنسية كوليت متواجدة في فندق باريس بمونتي كارلو أثناء التصوير وقررت أن تؤدي هيبورن دورالبطولة في المسرحية البرودوية «جيجي». وانطلقت هيبورن إلى البروفات ولكونها لم تخوض تجارب التمثيل كثيرصا فقد احتاجت إلى تدريب خاص. وعندما عُرضت المسرحية على مسرح فولتون في الرابع والعشرين من نوفمبر، تلقت هيبورن الكثير من عبارات المدح والثناء على دورها على الرغم من الانتقادات التي انتقدت تحويل عمل روائي إلى عمل مسرحي فهو أمر دخيل على الأعمال الفرنسية. وقد أطلقت عليها مجلة لايف لقب الناجحة، بينما نشرت نيويورك تايمز أن طبيعتها ناجحة للغاية ومن الطبيعي أن يبقى نجاحها حديث الساعة. ذلك بالإضافة إلى حصولها على جائزة المسرح العالمي عن هذا الدور. وقد استمرت المسرحية في العرض حيث تم عرضها 219 مرة إلى أن أغلقت في الحادي والثلاثين من مايو عام 1952، قبل استئنافها في جولة أخرى بدأت في الثالث عشرمن أكتوبر عام 1952 في بيتسبرغ، وزار كليفلاند، وشيكاغو، وديترويت، وواشنطن العاصمة، مرورًا بلوس أنجليس قبل أن يُسدل عليها الستار في سان فرانسيسكو في السادس عشر من مايو عام 1953.

### عُطلة رومانية وطريق النجومية (1953- 1960)

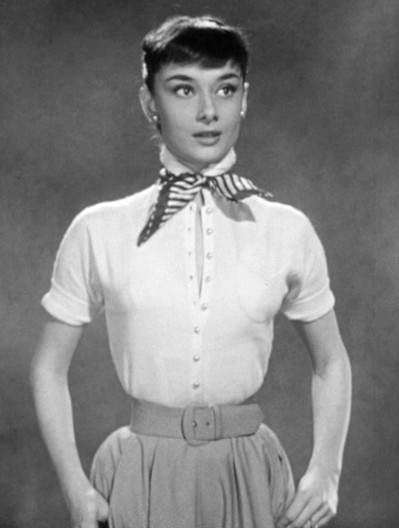
هيبورن أثناء اختبارات الشاشة التي خضاتها لفيلم عطلة رومانية. ولاحقا اُسْتُخْدِمَت تلك الصورة كمادة إعلانية

لعبت هيبورن أول أدوار البطولة المُطلقة بفيلم «عُطلة رومانية» عام 1953، حيث لعبت دورالأميرة آن، تلك الأميرة الأوروبية التي حاولت الهروب من مقاليد حكم الملكية ولكنها سقطت أسيرة حُب الصحفي الأمريكي غريغوري بيك. رغب منتجي الفيلم في البداية أن تلعب إليزابيث تايلور دورالبطولة، ولكن إعجاب مخرج العمل ويليام وايلر باختبارات الشاشة التي خاضتها هيبورن جعله يتمسك بها لتخوض هي دورالبطولة المُطلقة بدلا من تايلور. وعلـّق وايلر لاحقـًا على ذلك قائلا «لقد امتلكت هيبورن كل ما أبحث عنه؛ السحر، والبراءة، والموهبة. بالإضافة إلى كونها مرحة، فقد كانت ساحرة بكل المقاييس وجعلتنا نقول تلك هي الفتاة المنشودة». وأراد طاقم العمل في البداية أن يضع اسم غريغوري بيك فوق عنوان الفيلم على أن تـُكتب تحته جملة «نقدم لكم أودري هيبورن» بخط أصغر. ولكن جاء اقتراح بيك بأن يُكتب اسم هيبورن قبل العنوان بخطٍ مساوٍ لاسمه وقال لوايلر «عليك أن تـُغيّرالتصميم لأن تلك الفتاة ستصبح نجمة مُتألقة، وأنا سأبدو كالغبي».
وقد حقق الفيلم نجاحًا ساحقـًا وأصبح بلُغة السينما " فيلم شباك "، وقد لقت هيبورن استحسان جميع النـُـقاد عن دورها في الفيلم ونالت العديد من الجوائز عن ذلك الدور؛ فحصلت على جائزة الأوسكار لأفضل ممثلة، وجائزة البافتا لأفضل ممثلة في دور رئيسي، وجائزة غولدن غلوب لأفضل ممثلة- فيلم دراما عام 1953. وقد كتب ويلر في تقريره المنشور بجريدة نيويورك تايمز واصفـًا دورالأميرة آن بأنه مُرهف، وفاتن ويمتاز بالشجن الممزوج بالجمال، كما أن انتقال هيبورن بين الحس الملكي والحس الطفولي تسبّب في ذلك التقديرالبليغ الذي لقته هيبورن كوجه جديد. فعلى الرغم من ابتسامتها الشجاعة في نهاية القصة، إلا أنها ظلت بائسة وحيدة تواجه مستقبل مسدود".

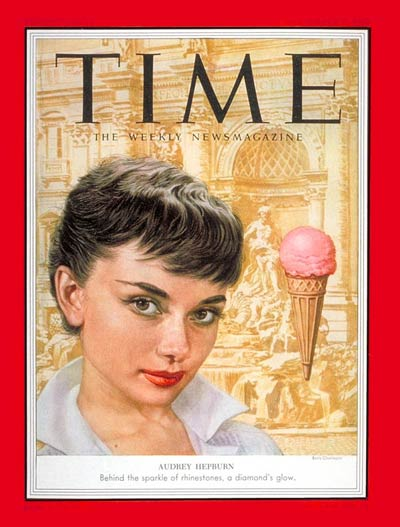
هيبورن على غلاف مجلة تايم (1953).

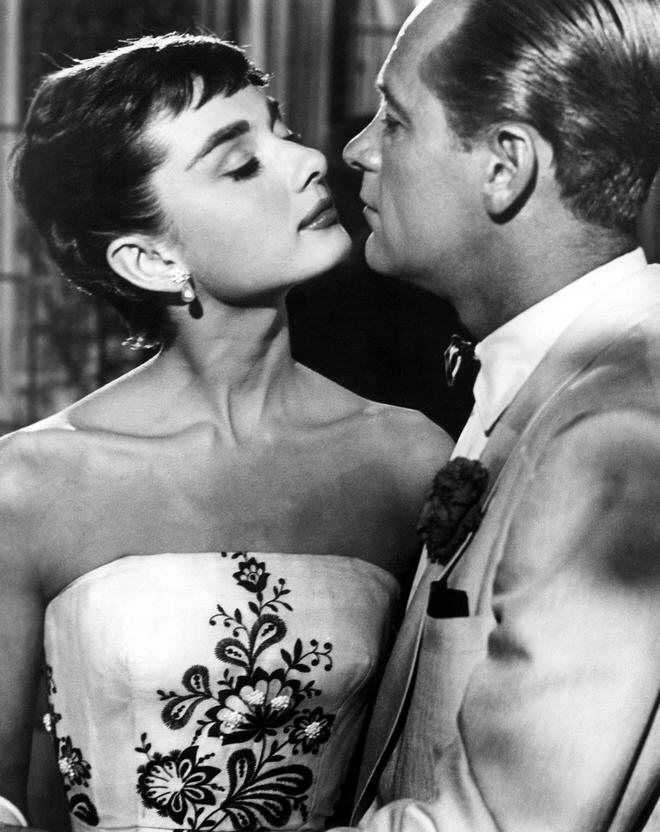
هيبورن مع ويليام هولدن في فيلم سابرينا عام 1954

وقــّـعت هيبورن عقدًا مع شركة باراماونت بيكتشرز ينص على وجود فترة راحة 12 شهر بين الأفلام لإتاحة الفرصة لها لخوض الأعمال المسرحية. وقد تصدّرت هيبورن غلاف مجلة تايم في السابع من سبتمبر عام 1953 وأصبحت مشهورة بإسلوبها الخاص. وبعد نجاحها في عُطلة رومانية، تألقت هيبورن في القصة الرومانسية الكوميدية "سابرينا" التي كتبها بيلي وايلدرعام 1954، والتي تدورحول تنافس شقيقين أغنياء يُدعوان همفري بوغارت وويليام هولدن على مشاعرابنة السائق الخاص بهما والتي جسدتها هيبورن. وفي عام 1954 ترشحت للحصول على جائزة الأوسكار لأفضل ممثلة عن دورها في الفيلم، وحصلت على جائزة البافتا لأفضل ممثلة في دور رئيسي في العام ذاته. وقال عنها بوسلي كروثر الصحفي بجريدة نيويورك تايمز أنها امرأة شابة تمتلك مجموعة استثنائية من التعبيرات الحساسة والمتحركة داخل إطار واهي ونحيل. فكانت أكثر إزدهارًا في دور الابنة مقارنة بدورالأميرة الذي لعبته في العام المُنصرم، ولا شئ يمكن قوله أكثرمن ذلك".
وقد شهد عام 1954 عودة هيبورن للمسرح مرة أخرى عندما جسدت دور جنـّية البحرالتي تقع في حب بشري وذلك في المسرحية الخيالية البرودواية أوندين. وقد علـّق ناقد بجريدة نيويورك تايمز قائلا «لقد نجحت الآنسة هيبورن بدرجة كبيرة في ترجمة الأفكارغير الملموسة إلى لغة المسرح دون الحاجة إلى البراعة أو النضوج. فقد قدمت أداءًا نابضـًا ممتلئ بالجمال والسحر والالتزام بغريزة واقعية المسرح». وقد تسبّب ذلك الآداء في حصولها على جائزة توني لأفضل ممثلة تؤدي دورالبطولة بعرض مسرحي، وفي العام ذاته حصلت على جائزة الأوسكارعن فيلم عُطلة رومانية، وبذلك أصبحت واحدة من الثلاث ممثلات اللاتي حصلن على الأوسكار وجائزة توني في نفس العام (وهم شيرلي بوث، وإلين بورستين، أودري هيبورن). وخلال فترة الإنتاج، نشأت علاقة بين هيبورن وشريكها النجم ميل فيريروتزوجا في الخامس والعشرين من سبتمبر عام 1954 في سويسرا.
وقد نالت جائزة الغولدن غلوب للفيلم العالمي في عام 1955 على الرغم من عدم مشاركتها في أية أفلام جديدة خلال ذلك العام. فأصبحت بذلك واحدة من نجوم الشباك الأكثرشعبية في هوليود، كما استمرت في التألق في سلسلة من الأفلام الناجحة خلال ما تبقى من العقد، بما في ذلك حصولها على جائزة بافتا والترشح للغولدن غلوب عن دورنتاشا روستوفا في فيلم الحرب والسلام عام 1956 المأخوذ من رواية تولستوي «الحرب والسلام» التي كـُتبت خلال حروب نابليون، وشاركها البطولة كل من هنري فوندا، وزوجها ميل فيرير. وفي عام 1957، استعرضت هيبورن قدراتها في الرقص في فيلمها الموسيقي الأول وجوه مضحكة (1957) والذي تدور قصته حول مصورالأزياء فريد أستيرالذي يكتشف مكتبة تعمل بها سيدة وجودية (هيبورن) والتي تم إغراءها برحلة مجانية لباريس لتصبح عارضة أزياء جميلة. وفي نفس العام، تألقت هيبورن في فيلم آخر مزج بين الرومانسية والكوميديا بعنوان «الحب وقت الظهيرة» بمشاركة غاري كوبر وموريس شيفالييه.

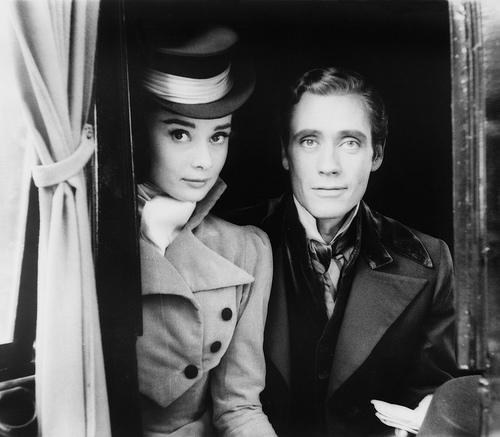
هيبورن وميل فرير أثناء تصوير حرب وسلام

ولعبت هيبورن دورالأخت لوقا في فيلم قصة الراهبة عام 1959، والذي يُركز على كفاح الشخصية لتصبح راهبة ناجحة بالاشتراك مع النجم بيتر فينش. وقد تسبّب الفيلم في ترشيح هيبورن للحصول على جائزة أوسكار ثالثة وتحقيقها لجائزة البافتا الثانية. ونشرت مجلة قراءات مختلفة تقريرًا ذكرت فيه أن «هيبورن لديها الدورالسينمائي الأكثرمطلبًا، فهي تعطي الأداء الأفضل». بينما ذكرت جريدة فيلمز في تقريرها أن أداءها سوف يُخرس هؤلاء المشككون في كونها مجرد ممثلة وليس رمزًا رفيع المستوى. فتجسيدها لدورالأخت لوقا يُعد واحدًا من أعظم الأعمال التي عُرضت على الشاشة. ويُقال أنها قضت ساعات عديدة في الأديرة ومع أعضاء الكنيسة لتقدم دورحقيقي وصرّحت قائلة «لقد أعطيت هذا الدور وقتـًا ومجهودًا وفكرًا أكثر من أية أعمال سابقة».

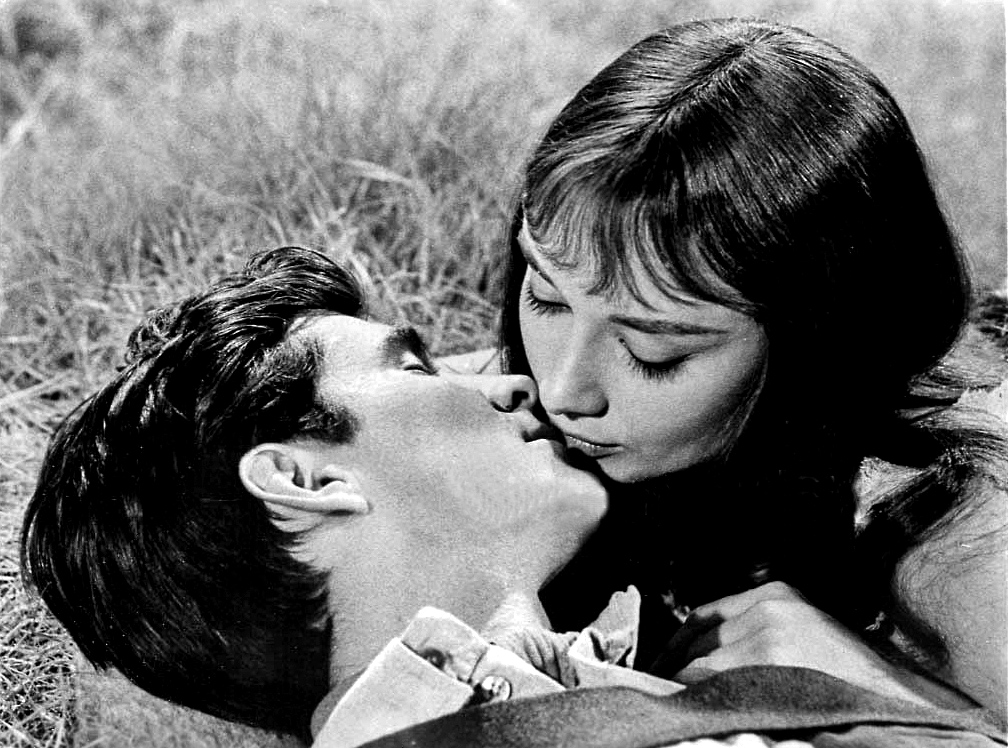
هيبورن وانتوني بيركنز

وبعد فيلم قصة الراهبة، تلقـّت هيبورن استقبال غيرحماسي للعمل مع النجم أنتوني بيركنز في المغامرة الرومانسية «القصور الخضراء» عام 1959، حيث جسّدت شخصية ريما فتاة الغابة التي تقع في حب ذلك المُسافرالفنزويلي، وأعقبته بالمشاركة في فيلم «غيرمغفور» عام 1960، والذي يُعد فيلمها الغربي الوحيد حيث ظهرت في مواجهة برت لانكستر وليليان غيش ودار الفيلم حول قصة العنصرية ضد مجموعة من الهنود الحمر.

### الإفطار عند تيفاني ومواصلة النجاح (1961-1967)

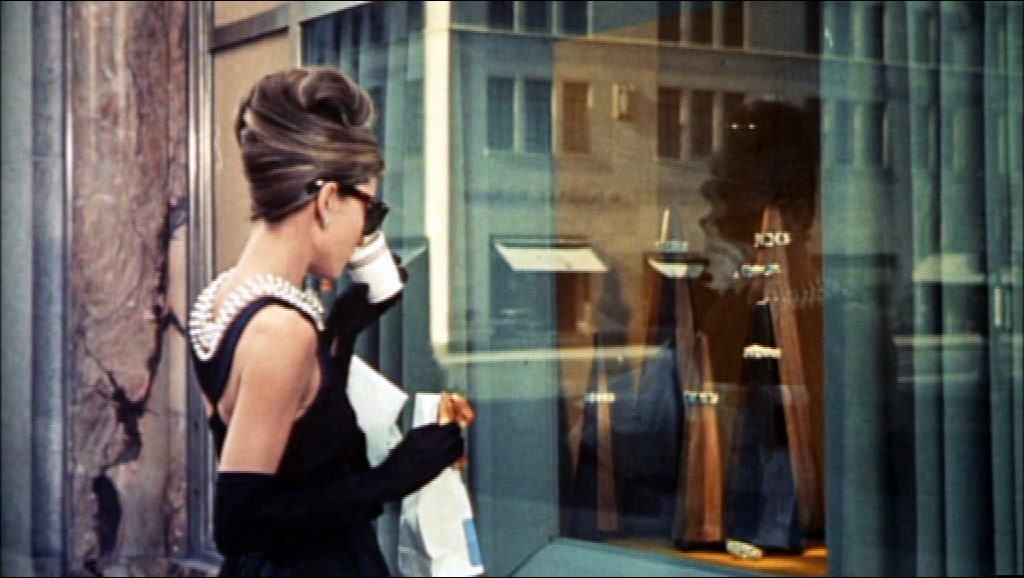
هيبورن في المشهد الافتتاحي لفيلم الإفطار عند تيفاني أثناء ارتدائها للفستان الأسود

واصلت هيبورن تألقها وخاضت تجربة جديدة جسّدت خلالها شخصية فتاة الليل هولي جولايتلي وذلك في رائعة بليك إدواردز «الإفطارعند تيفاني» عام 1961، وهو فيلم مُسمى على اسم رواية لترومان كابوتي. عارض كابوتي العديد من التغيّرات التي طرأت على حبكة الرواية لتنقيحها لتناسب قصة الفيلم، وكان يُحبذ أن تقوم مارلين مونرو بتجسيد الشخصية ولكنه أيضًا صرّح بأن هيبورن قدمت عمل رائع. وتعد هذه الشخصية من أكثرالشخصيات شهرة تاريخ السينما في الولايات المتحدة، كما أنه دورمميز في حياة هيبورن. كما أصبح الفستان الذي ارتدته هيبورن في المشهد الافتتاحي في الفيلم رمزًا من رموز القرن العشرين، بل يعتبرالفستان الأسود الصغيرالأكثر شهرة على مرالعصور، وقد صّرحت هيبورن قائلة «لقد كان الدور الأزهى في حياتي»، واستطردت «نعم أعترف بأنني شخصية منطوية ولذلك كان تجسيد تلك الشخصية المتحررة من أصعب الأشياء التي فعلتها». وقد ترشحت لجائزة الأوسكار لأفضل ممثلة عن ذلك الدور.

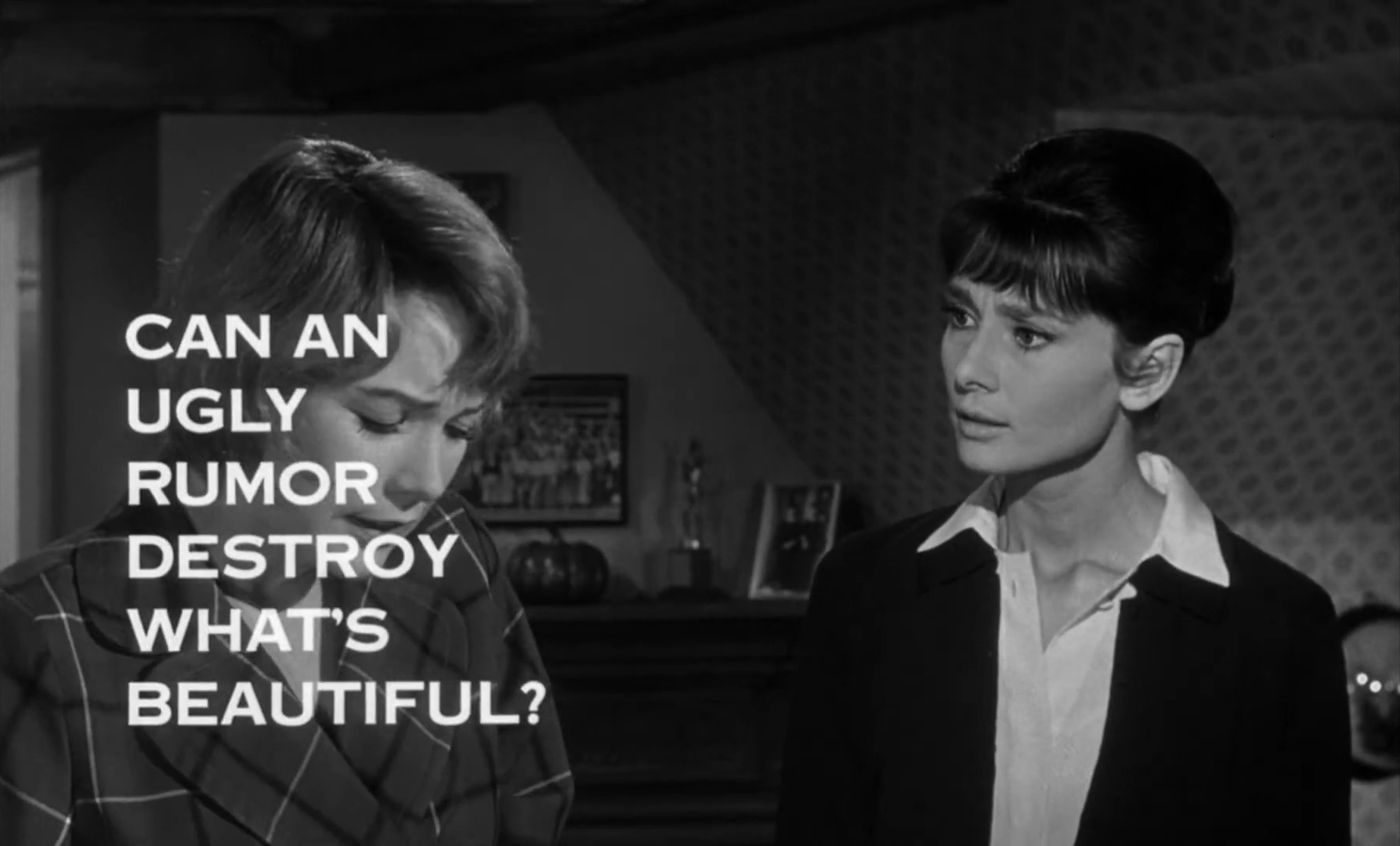
هيبورن وشيرلي في الاعلان الترويجي لفيلم ساعة الطفل

وفي العام ذاته، تألقت هيبورن في دراما ويليام وايلرالجدلية "ساعة الطفل" التي خاضتها عام 1961 حيث لعبت هي وشيرلي ماكلين دور مُدرّستين تمتلئ حياتهما بالاضطرابات بسبب إتهام أحد التلاميذ لهما بأنهما مثليات. ولم يلق هذا الفيلم رواجًا على الصعيدين النقدي والتجاري بسبب عادات المجتمع آنذاك. وقد عبّر بوسلي كروثرالناقد الصحفي بجريدة نيويورك تايمزعن رأيه بالفيلم قائلا "لم يُنفذ بشكلٍ جيد" بإستثناء هيبورن التي أعطت انطباعًا بأنها حساسة ونقية" بعيدًا عن موضوع الفيلم الصامت، وقد أثنت جريدة فارايتي أيضا على نعومة أداء هيبورن والإسقاط الرائع والبخس العاطفي" وأضافت أن هيبورن وماكلين أكملا بعضهما البعض بشكل جمالي".

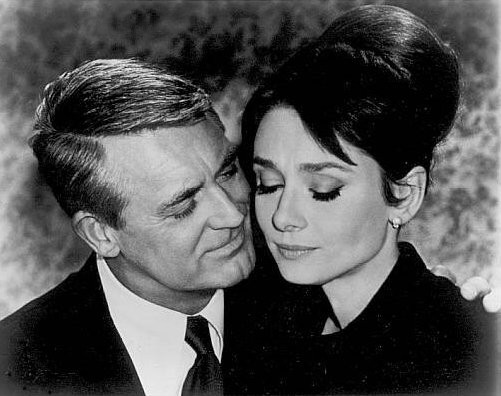
هيبورن و جرين غرانت

وبعد ذلك، شاركت هيبورن كاري غرانت دور البطولة في الفيلم الكوميدي «الأحجية» عام 1963، ولعبت فيه دورأرملة شابة تطارد من قبل العديد من الرجال الساعين للحصول على ثروة زوجها المقتول. كان جرانت البالغ من العمر 59 عاما قد انسحب من دورالبطولة أمام هيبورن في عطلة رومانية وسابرينا بسبب حساسية فارق السن بينه وبين هيبورن البالغة من العمر 43 عاما، بالإضافة إلى عدم تفضيله القيام بالادوار العاطفية. وإرضاءًا لمخاوفه، وافق السينمائيون على تغييرالسيناريو لتتمكن شخصية هيبورن الرومانسية من متابعته. وقد تحول الفيلم لتجربة إيجابية بالنسبة لغرانت حيث صرّح قائلا «كل ما أريد الحصول عليه في عيد الميلاد هو أن ألتقط صورة أخرى بجانب هيبورن». وقد منح الدور هيبورن جائزة البافتا الثالثة والأخيرة بالإضافة إلى ترشيحها للحصول على الغولدن غلوب. وعلـّق كروثر على أداءه هيبورن قائلا «هيبورن ملتزمة بطريقة ضاحكة بالحالة المزاجية» كيف تصبح مجنونا«وذلك عن طريق مجموعة واضحة ومتنوعة ومريحة من أزياء جيفنشي باهظة الثمن».
شاركت هيبورن النجم ويليام هولدن الذي شاركها بطولة فيلم سابرينا للمرة الثانية في فيلم «عندما تهمس باريس» عام 1964 وهو فيلم كوميدي تلعب فيه هيبورن دور المساعدة الشابة لكاتب السيناريو الهوليودي والذي يحاول معالجة حالة عسرالكتابة التي يمر بها عن طريق تمثيل مختلف القصص المحتملة. وقد واجه إنتاجه العديد من المشاكل. وفشل هولدن في إيقاع هيبورن – المتزوجة حينها- في حبه وقد أثر إدمانه على عمله. وبعد بدء التصويرالرئيسي، طالبت هيبورن بطرد المُصور السينمائي كلود رينوار بعدما رأت ما شعرت به تجاه الصحف اليومية التي كانت تهاجمها. وإيمانًا منها بالخرافات، فقد أصرّت هيبورن على أخذ غرفة خلع الملابس رقم 55 لأنه رقم حظها، كما طالبت بأن يحصل جيفنشي مصمم الأزياء الخاص بها منذ فترة طويلة على مكانة متميزة في الفيلم بسبب تصميمه لعطرها. وبعد إطلاق الفيلم في إبريل، لم يقابله النقاد بالترحيب وهاجموه وبعدها تم منع الفيلم رسميًا. ولكن النقاد كانوا أكثر رفقا بهيبورن حيث وصفوها بأنها «كائن منعش في فترة من منحنى مبالغ فيه».

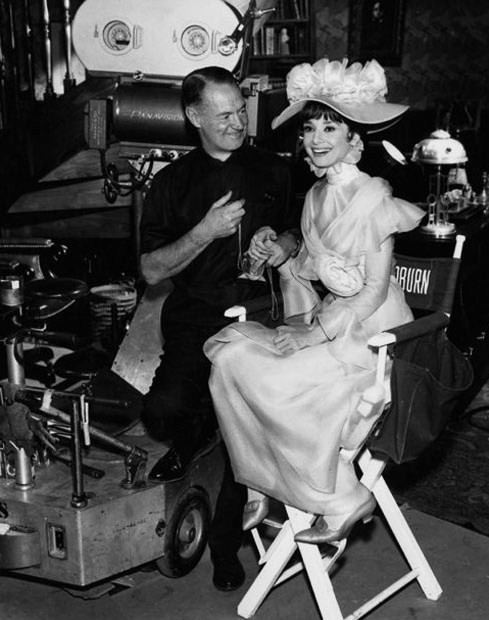
هيبورن والمصور السينمائي هاري سترادلينج أثناء تصوير فيلم سيدتي الجميلة

وخاضت هيبورن ثاني أفلامها لعام 1964 للمؤلف جورج كوكور بعنوان سيدتي الجميلة المأخوذ من المسرحية الموسيقية التي تحمل العنوان ذاته، والذي تم إصداره في شهر نوفمبر. وكتب سوندستيدج " لم يتسبب أي فيلم في إثارة كل هذه الضجة الإعلامية التي أثارها فيلم "سيدتي الجميلة" منذ تلك التي أثيرت حول "ذهب مع الريح"، فقد أثار دورهيبورن جدلا كبيرًا حيث لعبت شخصية إليزا دوليتل. ولم تخض جولي آندروز الدور على الرغم من تجسيدها إياه في العرض المسرحي، وذلك بسبب اقتناع المنتج جاك وارنر بأن هيبورن أو إليزابيث تايلور سيجلبا ربحًا أكثر. وقد طلبت هيبورن من وارنر أن يمنح الدور لآندروز ولكن في النهاية قامت هي بخوض البطولة. ولاحقا، حدث العديد من المشاكل عندما تم إخبار هيبورن بأن صوتها غير مناسب لآداء الأغنية الخاصة بفيلم "سيدتي الجميلة" بحجة أن صوتها غير ملائم لآداءها، على الرغم من أنها قد غنت من قبل في فيلم "وجه مضحك"، كما تدرّبت على آداء الأغنية، وعندمت أخبروها أن مارني نيكسون هي من ستؤدي الأغنية بدلا منها غضبت هيبورن وتركت الأستديو.
وقد لعبت الصحافة دورها في نشوب خلاف بين هيبورن وآندروز وخاصة بعد فوز الأخيرة بجائزة الأوسكارفي حفل توزيع جوائز الأوسكارالسابع والثلاثون عام 1964 عن دورها في فيلم ماري بوبينز في حين أن هيبورن لم تترشح من الأصل لهذه الجائزة على الرغم من حصول فيلم سيدتي الجميلة على ثمانية جوائز من أصل اثنى عشر. وعلى الرغم من ذلك فقد أشاد النقاد بدور هيبورن الرائع. وكتب كراوثر" والأمرالأكثر سعادة هو أن آداء هيبورن أجبر الجمييع على احترام قرار جاك وارنر باختيارها لآداء دور البطولة " 63. كما علـّـقت جين رينجولد مسئولة الصوت قائلة "إن أودري هيبورن رائعة، فقد أدت دور إليزا بطريقة تناسب كل الأعمار، وأضافت " اتفق الجميع على أن هيبورن هي الخيار الأنسب لآداء الدور".
وبمرورالأعوام، شاركت هيبورن في مختلف ألوان الفن؛ فشاركت في الفيلم الكوميدي «كيف تسرق مليونا» عام 1966، حيث لعبت دورابنة جامع تحف فنية شهير التي تتألف جميعها من قطع مزورة. وخوفا من اكتشاف والدها، فقد خططت لسرقة واحدة من تماثيله الثمينة بمساعدة رجل قام بآداء دوره النجم بيتر أوتول. وألحقته بآداء دور البطولة في فيلمين متتاليين في عام 1967. جاء الأول بعنوان اثنين على الطريق وهو فيلم بريطاني مبتكر يتتبع مسار الزواج المضطرب لإحدى الزوجين. وصرّح المخرج ستانلي دونين أنه لم يسبق له رؤية هيبورن مرحة وسعيدة مثلما رآها أثناء تصوير الفيلم، وأرجع الفضل في ذلك إلى النجم ألبرت فيني. وجاء الفيلم الثاني بعنوان انتظر حتى يحل الظلام، جسدت فيه هيبورن دورسيدة كفيفة إرهابية. وكمُنت صعوبة الفيلم في تصويره بعد طلاقها مباشرة بالإضافة إلى أن منتج الفيلم كان زوجها ميل فرير. وقد حصلت هيبورن على الجائزة الخامسة والأخيرة للأوسكار كأفضل ممثلة وأكد بوسلي كروثر أن هيبورن قد لعبت دورًا مؤثرًا عن طريق سرعة تغيرها وتكيفها مع الشخصية والمهارة التي أوضحت من خلالها جذب التعاطف للإرهاب، والقلق عليها، بالإضافة لمنحها صلابة حقيقية في المشاهد الأخيرة.

### شبه التقاعد والمشاريع الأخيرة (1968-1993)
وبعد عام 1967، فضلّـّـت هيبورن أن تكرّس المزيد من وقتها لعائلتها ولم تقم إلا بالقليل من الأدوار من حين لآخر. وقد حاولت العودة في عام 1976 عندما شاركت شون كونري بطولة فيلم روبين وماريان الذي حقق نجاحًا معتدلا. وفي عام 1979، تعاونت هيبورن مجددّا مع المخرج تيرينس يونغ لإنتاج فيلم «السُلالة» متقاسمين الفواتير مع بن جزارا، وجيمس ماسون، ورومي شنايدر. وحقق الفيلم (دسيسة دولية بين مجموعة من الأغنياء) فشلا على المستوى المادي وتصنيفه من حيث المرتبة بشباك التذاكر. وكانت آخر أدوار هيبورن أمام بن جزارا، في الفيلم الكوميدي «ضحك الجميع» عام 1981، وكان من إخراج بيتر بوغدانوفيتش. وقد تأثر الفيلم بمقتل دوروثي ستارتين، أحد نجمات الفيلم وتمتع بإصدارات محدودة. وبعد مرور ستة أعوام، شاركت هيبورن روبرت وانجر في الفيلم التليفزيوني «الحب بين اللصوص» عام 1987، مقتبسة العديد من أدوارها السابقة خاصة كيف تسرق مليونا.
وبعد الانتهاء من آخر دور لها عام 1988-والذي لعبت خلاله دورملاك ظهرت فيه من وراء حجاب في فيلم «دائما» لستيفن سبيلبرغ- واصلت هيبورن العمل في مشروعين متتابعين. فكان «حدائق العالم مع أودري هيبورن» هو سلسلة برنامج تلفزيوني وثائقي تم تصويره في سبع دول خلال الربيع والصيف بعام 1990. وكانت مدته ساعة واحدة وتم عرضه بعد وفاتها في الحادي والعشرين من يناير لعام 1993. وقد مُنحت هيبورن بعد وفاتها جائزة إيمي للإنجاز الفردي المتميز في البرمجة الإعلامية عن أول حلقة في البرنامج عام 1993. والمشروع الثاني هو ألبوم الكلمة المنطوقة «حكايات أودري هيبورن الساحرة» والذي يضم قراءات لقصص الأطفال الكلاسيكية وتم تسجيله عام 1992. وحازت على جائزة غرامي بعد وفاتها لأفضل ألبوم منطوق للأطفال. وتبقى هيبورن واحدة من القليليين الذين حصلوا على جائزتي إيمي وغرامي بعد وفاتهم.

## أعمالها الإنسانية
وامتنانا منها بتحملها الاحتلال الألماني عندما كانت طفلة، قررت هيبورن تكريس بقية حياتها لمساعدة الأطفال الفقراء في الدول الفقيرة. وقد سهّل اطـّلاع هيبورن على العديد من اللغات الكثير من مهمتها في السفر للبلاد المختلفة؛ فهي في الأصل متحدثة للغتين الإنجليزية والهولندية، كما أنها تجيد الفرنسية والإيطالية والإسبانية والألمانية. وقد تم تعيين هيبورن سفيرة للنوايا الحسنة بمنظمة اليونيسيف. وقد قدّم لها جورج بوش الأب رئيس الولايات المتحدة وسام الحرية الرئاسي تقديرًا لعملها مع اليونيسيف، كما منحتها أكاديمية فنون وعلوم الصور المتحركة جائزة جان هيرشلوت الإنسانية بعد وفاتها، وقد تسلمها ابنها بالنيابة عنها.
وعلى الرغم من قيامها بأعمال اليونيسيف في الخمسينيات تحديدًا عام 1954 أي تزامنا مع عملها في الراديو، إلا أنها قدّمت الكثير من التفاني في عملها باليونيسيف. وقال بعض أفراد عائلتها أن أفكار الموت والأطفال الضعفاء سيطرت على هيبورن لبقية حياتها. وفي عام 2002، في الدورة الخاصة للأمم المتحدة المعنية بالأطفال، كرّمت اليونيسيف إرث هيبورن للعمل الإنساني عن طريق إزالة الستار عن تمثال «روح أودري» في مقر اليونيسيف بنيويورك. كما اعترف صندوق الأمم المتحدة لجمعية أودري هيبورن باليونيسيف بالخدمات التي قدمتها هيبورن للأطفال.

### 1988-1989
وكانت دولة إثيوبيا هي أول زيارة ميدانية تابعة لليونيسيف تقوم بها هيبورن في عام 1988. وهناك زارت دار للأيتام يضم 500 طفل يتضورون جوعًا وزوّدتهم بالأغذية التابعة لليونيسيف وقالت عن الرحلة:
«انفطر قلبي، وأشعر باليأس. ولا يمكنني تقبُل فكرة أن هناك قرابة المليوني شخص على وشك الموت جوعًا ومن بينهم العديد من الأطفال، ليس بسبب عدم وجود أطنان من الطعام بالساحل الشمالي بشوا، ولكن لا يمكن توزيعها. وفي الربيع الماضي، تم طلب عدد من موظفي الصليب الأحمر واليونيسيف للذهاب إلى الإقليم الشمالي بسبب وقوع حروب أهلية في وقت متزامن.... ذهبت إلى بلاد الثوار ورأيت العديد من الأمهات يسرن برفقة أولادهن قرابة الثلاثة أسابيع بحثا عن الغذاء، ويُقِمن في مخيمات على الأراضي الصحراوية حيث يمكنهم الموت. يا له من أمر رهيب. أنا لا أحبذ مصطلح» العالم الثالث «لأنني أؤمن بأننا جميعا ننتمي لعالم واحد. وأريد أن يعرف العالم أن هناك جزء كبير من الإنسانية يعاني».
وفي أغسطس عام 1988، ذهبت هيبورن إلى تركيا في حملة تطعيم. وأثنت هيبورن على تركيا واصفة إياها ب «المثال الأجمل» المبرز لقدرات اليونيسيف. وقالت عن الرحلة «دعمنا الجيش بمنحنا العربات، وتنازل بائعو السمك عن عرباتهم لصالح الأمصال وبمجرد تحديد مواعيد الجرعات، لم يستغرق الأمر عشرة أيام لتطعيم البلد بأكملها. وهو أمر جيد». وفي أكتوبر، ذهبت هيبورن إلى أمريكا الجنوبية، وقامت بنقل تجاربها في فنزويلا والإكوادور للكونغرس الأمريكي قائلة «رأيت مجتمعات جبلية صغيرة، وأحياء فقيرة، ومدن من الصفيح تحصل على شبكات المياه لأول مرة بمعجزة، في الواقع المعجزة هي اليونيسيف. كما رأيت أولادًا يدشنون مدارسهم بالطوب والأسمنت الذي منحه اليونيسيف إياهم».
وجالت هيبورن أرجاء أمريكا الوسطى في عام 1989، والتقت قادة الهندوراس، والسلفادور، وغواتيمالا. وفي إبريل، زارت السودان برفقة وولدرز كجزء من مهمة تسمى "عملية شريان الحياة ". وبسبب الحرب الأهلية، انقطعت المعونات الغذائية من الوكالة، وكانت مهمة نقل الغذاء إلى جنوب السودان. وصرحت هيبورن "رأيت حقيقة واحدة، ألا وهي ان هذه الكوارث ليست طبيعية بل من صنع الإنسان ولا يوجد لها أية حلول سوى السلام". وفي أكتوبر عام 1989، ذهبت هيبورن ووولدرز لبنجلاديش. وقال جون إيزاك مصور الأمم المتحدة غالبًا ما كان الأطفال ينقضون على هيبورن لاحتضانها وكانت تسبقهم هي لاحتضانهم، لن يسبق لي رؤية ذلك من قبل، فعادة ما يتردد البعض تجاه الإقبال عليهم ولكنها لم تتردد قط. فتوقى الأطفال للمسة من يديها فقط فكانت بالنسبة لهم بمثابة زمار هاملين".

### 1990-1992
وفي أكتوبرعام 1990، ذهبت هيبورن إلى فيتنام في محاولة للتعاون مع حكومة الدعم الدولي لليونيسيف لبرامج مياه الشرب النظيفة.
وفي سبتمبر عام 1992، وقبل أربعة أشهر من وفاتها، زارت هيبورن دولة الصومال، ونعتتها بالمروّعة. حيث قالت «لقد كان كابوسًا؛ فسبق أن رأيت المجاعات في إثيوبيا وبنجلاديش، ولكن لم يسبق لي رؤية هذا الشئ من قبل، فقد تخطى ما رأيته تخيلات أكثر المتشائمين على وجه الأرض. ولم أكن مستعدة لذلك أبدًا». «اكتست الأرض باللون الأحمر، وهو مشهد غير عادي، مشهد ذلك الطين النضيج الأحمر. فيمكنك رؤية القرى، ومخيمات النازحين والمركبات تغوص في تلك الأرض المتموجة من حولها كقاع المحيط وقيل لي هذه هي المقابر. كانت القبور في كل مكان. فكلما ذهبت تجد قبورًا؛ على طول الطريق، وكلما وجدت طريقا وعلى الطرق التي تسلكها وعلى حواف الانهار، وبالقرب من المخيمات». وعلى الرغم من مشاهد الرعب التي شهدتها هيبورن، ظلت متمسكة بالأمل. واستطرقت هيبورن كلامها «رعاية الأطفال ليست مرتبطة بالأمور السياسية. فأعتقد انه بمرور الوقت، سيتبدل تسييس المساعدات الإنسانية إلى تأنيس السياسة. فهؤلاء المتشاءمون من تحقيق المعجزات هم أشخاص غير واقعيين؛ فقدت شهدت تحقيق معجزة توصيل المياه التي حقتتها منظمة اليونيسيف من قبل. ففي السابق اضطرت السيدات والفتيات للسير لعدة أميال للحصول على المياه ولكن الآن تغير الوضع وأصبح لديهم مياه صالحة للشرب بالقرب من منازلهم. ولا جدال أن المياه هي الحياة والمياه النظيفة تعني أطفالا ذو صحة جيدة». «ولم يكن يعرف قاطني هذه المدن اسم أودري هيبورن ولكنهم عرفوا جيدّا ذلك الاسم،» منظمة اليونيسيف«. فبمجرد رؤية كلمة اليونيسيف تشرق البسمة على وجوههم لإيمانهم بأن الأمور ستتغيرمعها للأفضل. ففي السودان على سبيل المثال، أطلق البعض على مضخة مياه اسم اليونيسيف».

## حياتها الشخصية

### الزواج، والعلاقات، والأبناء

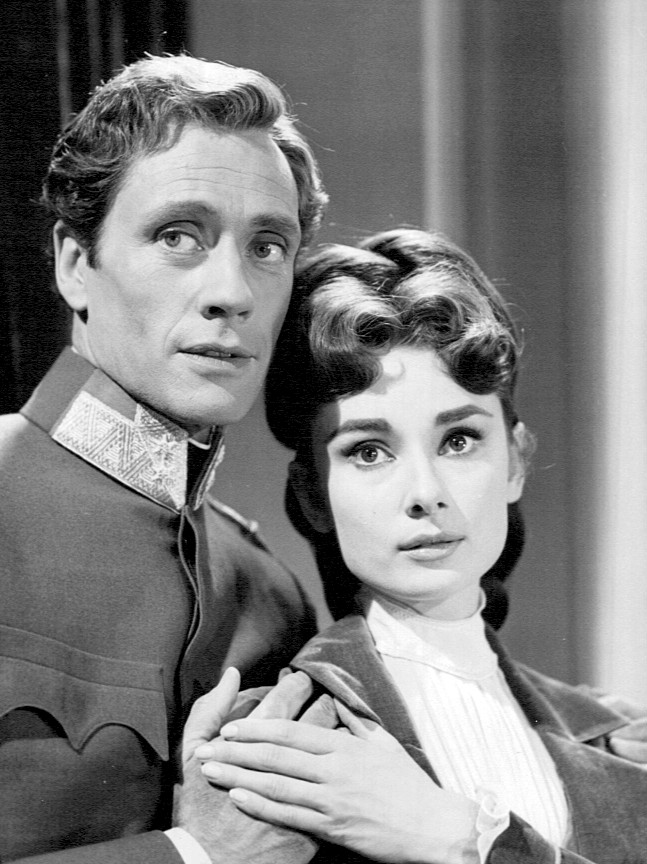
هيبورن وزوجها الأول ميل فرير

وفي عام 1952، تمت خطبة أودري هيبورن من قبل جيمس هانسن  والذي تعرّفت عليه منذ أيامها الأولى في لندن. وعلى الرغم من وصفها لحبها لجيمس بأنه «حب من النظرة الأولى» واختيارها لفستان الزفاف وتحديد موعد الحفل قررت هيبورن أن توقف الزواج لاقتناعها بأن طبيعة عملهما ستفرّق بينهما غالبية الوقت. وقد أصدرت بيانا تعلن فيه قرارها وقالت «أودّ أن أشعر أنني متزوجة حقا عندما أقرر الزواج». وفي أوائل الخمسينيات، بدأت في مواعدة مايكل بتلر منتج فيلم «هير» الذي خاضته في وقت لاحق.
والتقت هيبورن بالممثل الأمريكي ميل فيرير في حفل استضافه صديقهما المشترك غريغوري بيك وقررا أن يشتركا سويًا في مسرحية. وقد نتج عن ذلك اللقاء مشاركتهما معًا في فيلم أوندين حيث بدأت علاقتهما العاطفية. وبعد مرور ثمانية أشهر، وتحديدًا في الخامس والعشرين من سبتمبر عام 1954، تزوجا في برغنستوك بسويسرا  أثناء استعدادهما لخوض تجربة فيلم حرب وسلام عام 1955.
وقد تعرضت هيبورن لعمليتي إجهاض، واحدة في مارس عام 1955،  والأخرى في عام 1959 بعد سقوطها من أعلى الحصان أثناء تصويرها فيلم «غير مغفور» والذي عُرض عام 1960. وعندما حملت للمرة الثالثة ابتعدت عن الأضواء لمدة عام لمنع أي محاولات إجهاض أخرى، وقد وضعت ابنهما شون هيبورن فرير في السابع عشر من يوليو عام 1960. وقد تعرضت لعمليتي إجهاض أخريتين في عامي 1965 و 1967.
وعلى الرغم من القيل والقال والأخبار الصحفية التي لمّحت بأن زواجهما لن يستمر، نفت هيبورن انفصالهما وعبّرت عن سعادتهم سويًا على الرغم من اعترافها بالمزاج المتقلـّب لفرير. وقد ترددت شائعات تفيد بسيطرة فرير الشديدة على هيبورن لدرجة وصفه بأنه «سي السيد» وهو ما أضحك هيبورن بشدة. وصرّح ويليام هولدن «أعتقد أن هيبورن سمحت لفرير بأن يشعر بتأثيره فيها» وبعد زواج دام لقرابة ال 14 عام، انفصل الزوجان في الخامس من ديسمبر لعام 1968 واعتقد ابنهما أن هيبورن قد تأخرت كثيرًا في اتخاذ هذه الخطوة.

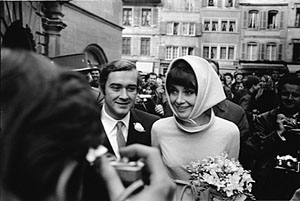
هيبورن وأندريا دوتي

وقد التقت هيبورن بزوجها الثاني أندريا دوتي الطبيب النفسي الإيطالي على متن سفينة سياحية بالبحر الأبيض المتوسط برفقة أصدقاءهما عام 1968. واعتقدت هيبورن أنها ستنجب العديد من الأبناء وستتوقف عن العمل. وتزوجا في الثامن عشر من يناير لعام 1969 ووضعت ابنهما لوكا دوتي في الثامن من فبراير لعام 1970. وأثناء حملها بطفلها الثاني لوكا، كانت هيبورن حريصة جدًا وحرصت على أخذ فترات راحة طويلة قبل أن تلده عن طريق الجراحة القيصرية. ورغبت هيبورن في الحصول على طفل ثالث ولكنها تعرضت لعملية إجهاض أخرى في عام 1974. وعلى الرغم من حب دوتي لهيبورن وتقبل شون له إلا أنه لم يكن مخلصًا لها. وكذلك هيبورن، فقد كانت في علاقة رومانسية مع الممثل بن جزارا الذي شاركها فيلم السلالة عام 1979. وقد استمر زواج هيبورن ودوتي لمدة 13 عامًا ثم انتهى بالطلاق في عام 1982عندما شعرت هيبورن بأن شون ولوكا قد كبرا بصورة تكفي للتعامل مع الحياة مع أم عذباء. كما قطعت هيبورن الإتصال بفرير ولم تتحدث معه سوى مرتين فقط في الفترة المتبقية من عمرها، ولكنها ظلت على اتصال بدوتي من أجل ابنها لوكا.

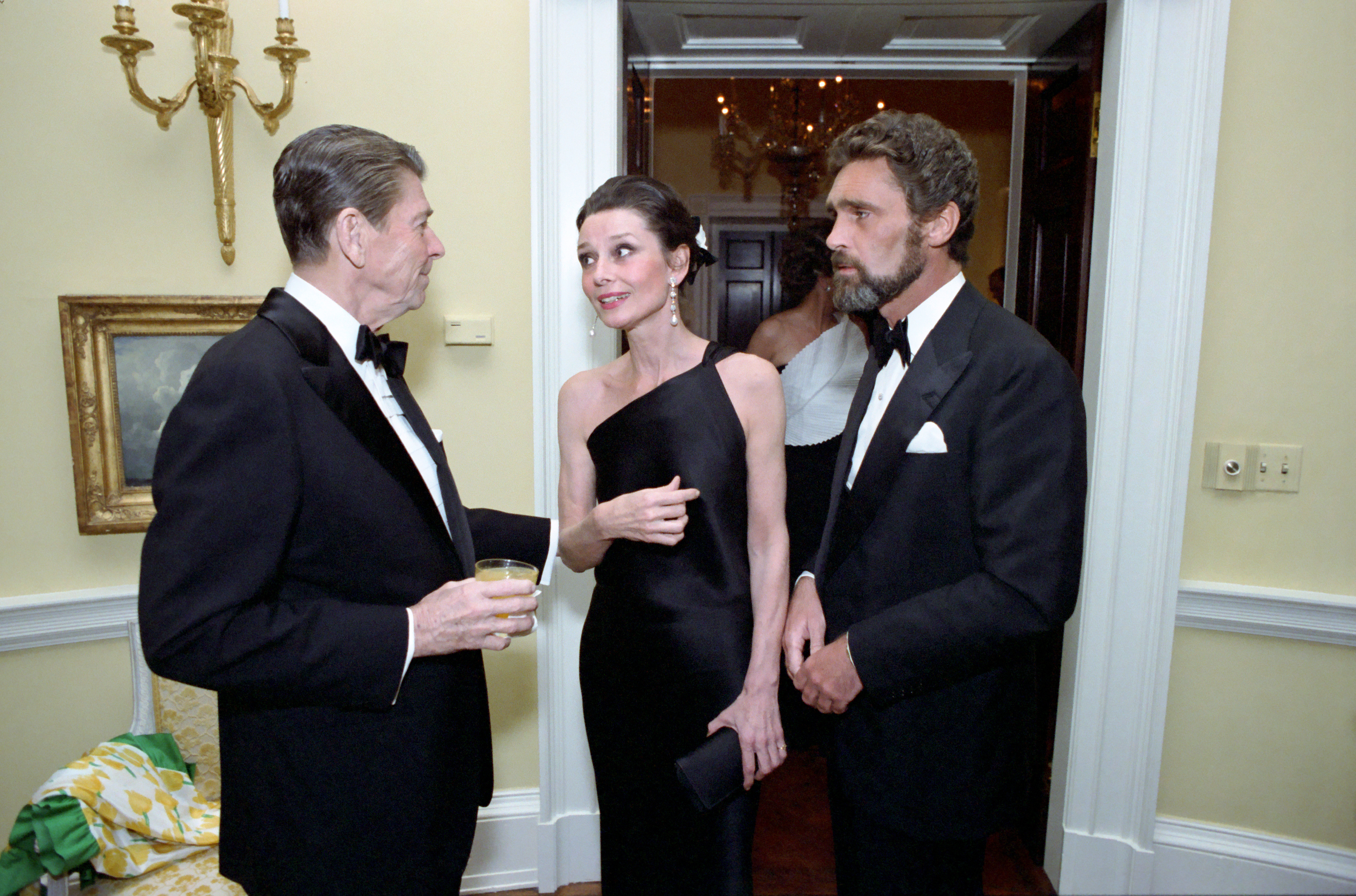
الرئيس رولاند ريجان برفقة هيبورن وروبرت وولدرز عام 1981

ومنذ عام 1980 وحتى وفاتها كانت هيبورن على علاقة بالممثل الهولندي روبرت وولدرز  أرمل الممثلة ميرل أوبيرون. وقد التقت هيبورن بوولدرز عن طريق صديق خلال السنوات الأخيرة من زواجها الثاني. وفي عام 1989، أي في العام التاسع لهما سويًا، صرّحت هيبورن بأن تلك العام هو الأسعد في حياتها وقالت أنها تعتبر نفسها زوجته ولكن بصورة غير رسمية.

### مرضها ووفاتها

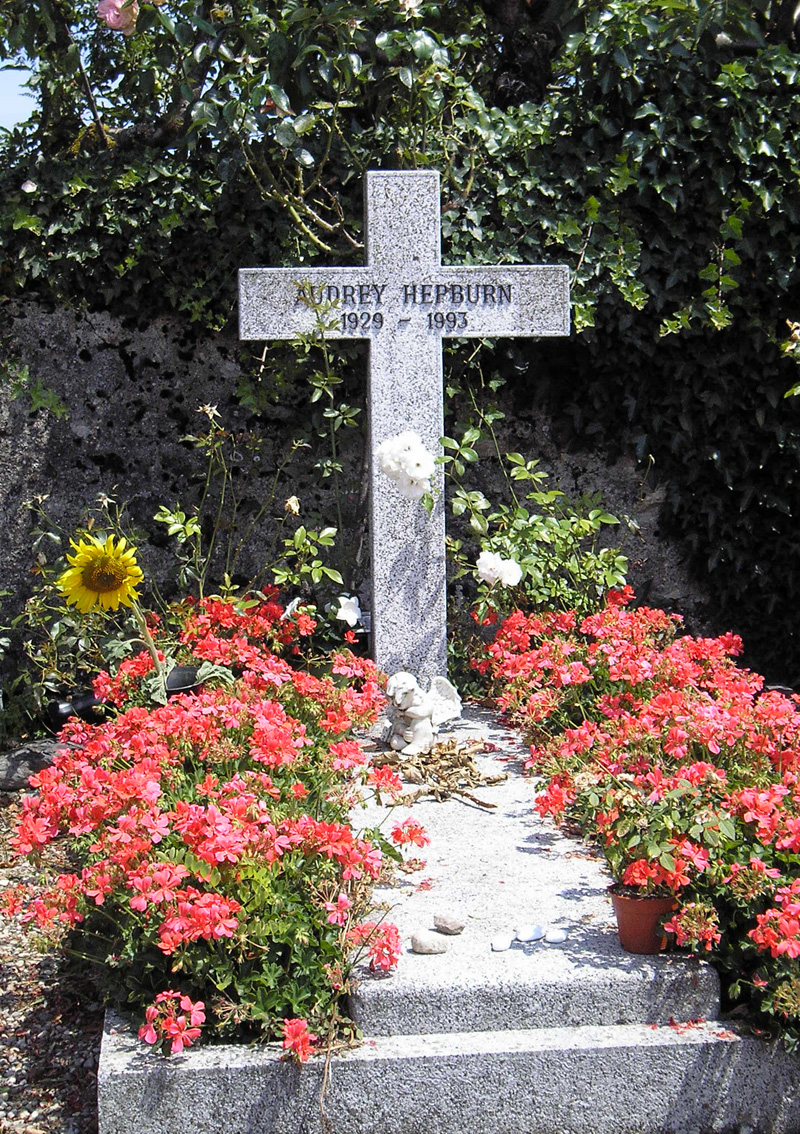
قبر اودري هيبورن في سويسرا

وفور عودة هيبورن من الصومال إلى سويسرا في أواخر سبتمبر عام 1992، بدأت في المعاناة من آلام المعدة. ولم تعطِ الفحوصات الطبية الأولية في سويسرا نتائج حاسمة، فعملية منظار المعدة التي أجرتها في مركز سيدارسايناي الطبي بلوس أنجليس في مطلع شهر نوفمبر كشفت عن وجود نوع نادر من سرطان المعدة ينتمي لمجموعة من السرطانات المعروفة باسم ورم مخاطي صفاقي كاذب. وبعد أن نمى ببطء لسنوات طويلة انتقل السرطان وكون طبقة رقيقة على أمعاءها. وبعد الجراحة، بدأت هيبورن رحلة العلاج الكيميائي. وبعد جراحة لاحقة أجرتها في مطلع ديسمبر، أثبتت الجراحة انتشار السرطان بصورة كبيرة جدًا تـُصعّب من استئصاله لأنه أصبح في المراحل النهائية.
وقد عادت هيبورن وعائلتها لسويسرا للاحتفال بالكريسماس الأخير لها . وبسبب عدم تعافيها الكامل بعد إجراء الجراحة فلم تتمكن هيبورن من ركوب الطائرات التجارية ولذلك فقد قام صديق حياتها مصمم الأزياء هوبير دي جيفنشي بالترتيب مع راشيل لامبرت لإرسال طائرة جلف ستريم خاصة لها ممتلئة بالزهور لتأخذ هيبورن من لوس أنجليس لجنيف. وقد قضت أيامها الأخيرة بمنزلها في مدينو فود بصحبة أفراد متخصصين لرعاية المسنين وكانت تقوم أحيانا بالتجول في حديقة منزلها ولكن بالتدريج أصبحت حياتها مقتصرة على البقاء بالفراش.
وفي مساء يوم 20 يناير لعام 1993، لقت هيبورن حتفها أثناء نومها في منزلها. وبعد وفاتها، توجه غوريغوري بيك إلى الكاميرات وأغرورقت عيناه بالدموع وتلى قصيدتها المفضلة «الحب الأبدي» لروبندرونات طاغور. وأقيمت مراسم الجنازة في كنيسة قرية تولوشيناز في الرابع والعشرين من يناير عام 1993. وقد ترأس جنازتها القس موريس إنديغير وهو نفس القس الذي أشرف على زواج هيبورن من فيرير وعمّد ابنها شون عام 1960، كما قام الأمير صدر الدين أغا خان ممثل اليونيسيف بتأبينها. وقد حضر الجنازة العديد من أفراد العائلة والأصدقاء وعلى رأسهم أبناءها، وعشيقها روبرت وولدرز، وأخيها غير الشقيق إيان كارلس فان أفورد، وأزواجها السابقين ميل فيرير وأندريا دوتي، وصديق حياتها جينفنشي، والمديرين التنفيذين لليونيسيف، وزملاءها في الفن آلان ديلون وروجر مور. وقد أرسل كل من غريغوري بيك ، وإليزابيث تايلور، والعائلة المالكة الهولندية باقات الزهور إلى الجنازة. وفي نهاية اليوم دُفنت هيبورن بمقبرة تولوشيناز.

## الإرث

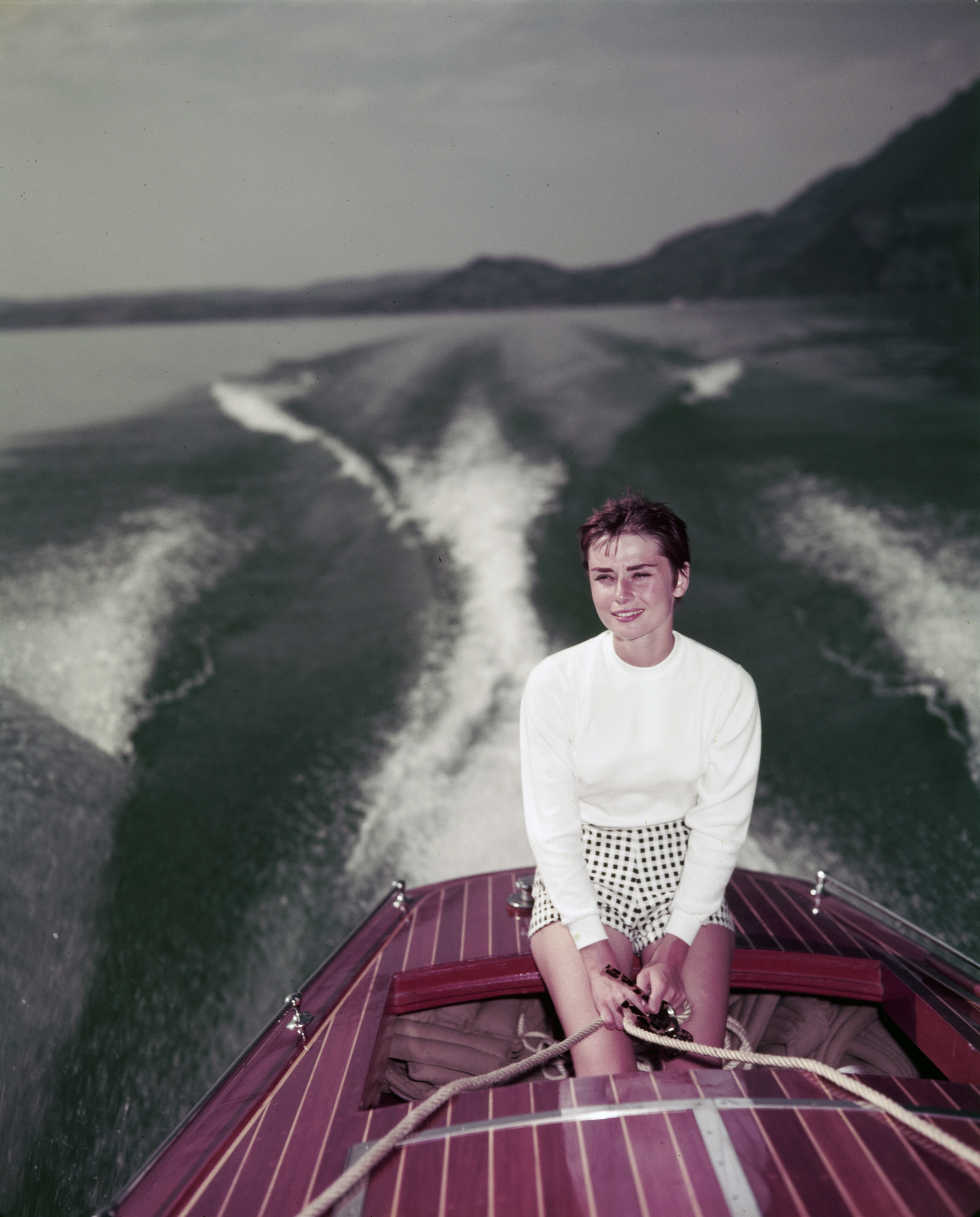
أودري هيبورن عام 1956

استمرت سمعة أودري هيبورن لفترة طويلة بعد وفاتها. فقد منحها معهد الفيلم الأمريكي الرتبة الثالثة بين أعظم نجمات العصر. فكانت واحدة من القلائل الذين حصلوا على جائزة الأوسكار، وإيمي، وغرامي، وتوني. وقد حصلت على ثلاثة جوائز بافتا لأفضل ممثلة بريطانية في دور رئيسي. وفي سنواتها الأخيرة أصبحت رمزا واضحًا في عالم السينما. كما تلقت تكريمًا من جمعية لينكولن سنتر للفيلم في عام 1991 وكانت عضو دائم في ترشيحات جائزة الأوسكار. وحصلت على جائزة البافتا للإنجاز الدائم عام 1992. كما حصلت على عدة جوائز بعد وفاتها من بينها جائزة جان هيرشلوت الإنسانية عام 1993 وجوائز غرامي وإيمي. كما كانت موضوع العديد من السير الذاتية منذ وفاتها وكذلك دراما عام 2000 بعنوان قصة حياة أودري هيبورن الذي لعبت بطولته جنيفر لوف هيويت وإيمي روسوم اللتان قدمتا شخصية هيبورن في الصغر والكبر. ويُختتم الفيلم بمشاهد مصورة تم التقاطها لهيبورن أثناء عملها في اليونيسيف، وتوضح شخصية أودري هيبورن الحقيقية.
واستـُـخدمت صورة هيبورن في العديد من الحملات الإعلانية في جميع دول العالم. ففي اليابان تمت الاستعانة بلقطات ملونة لهيبورن في فيلم عطلة رومانية للترويج لمنتج الشاي الأسود الذي تنتجه شركة كيريني. وفي الولايات المتحدة استـُخدمت صورها للترويج للشركة التجارية «ج.أ.ب» والتي استعانت ببعض الكليبات الراقصة لهيبورن من فيلمها وجه ضاحك. وجمعت الشركة تبرعات كثيرة لصالح صندوق هيبورن للأطفال خلال احتفالاتها بحملة «كن بسيطًا». وفي عام 2013، تم اللجوء للفوتوشوب للمساعدة في ظهور هيبورن في إعلان لشركة الشوكولاتة الشهيرة جالكسي. وفي الرابع من مايو عام 2014،
أطلق محرك البحث «جوجل» رسما احتفاليا على صفحته الرئيسية لتخليد ذكرى ميلاد أودري هيبورن الخامس والثمانين.
وقد أسس شون فرير صندوق أودري هيبورن للطفولة  في ذكرى والدته بعد وقت قصير من وفاتها. كما أسس صندوق الولايات المتحدة لليونيسيف جمعية أودري هيبورن: برئاسة لوكا دوتي للاحتفال بأكبر الجهات المانحة لليونيسيف وقد جمعت قرابة المليار دولار. كما أصبح دوتي الراعي للجمعية الخيرية للنجاة من الورم المخاطي الصفاقي الكاذب وكانت مكرسة لتقديم يد العون لمرضى السرطان النادر الذي عانت منه هيبورن، كما كان سفيرًا للمرض النادر منذ عام 2014 وحتى عام 2015 نيابة عن المنظمة الأوروبية للأمراض النادرة.

## روابط خارجية
- أخبار مُجمّعة وتعليقات عن أودري هيبورن في موقع صحيفة نيويورك تايمز.
- أودري هيبورن على موقع IMDb (الإنجليزية)
- أودري هيبورن على موقع ميتاكريتيك (الإنجليزية)
- أودري هيبورن على موقع الموسوعة البريطانية (الإنجليزية)
- أودري هيبورن على موقع روتن توميتوز (الإنجليزية)
- أودري هيبورن على موقع مونزينجر (الألمانية)
- أودري هيبورن على موقع قاعدة بيانات الأفلام العربية
- أودري هيبورن على موقع ألو سيني (الفرنسية)
- أودري هيبورن على موقع ميوزك برينز (الإنجليزية)
- أودري هيبورن على موقع تيرنر كلاسيك موفيز (الإنجليزية)
- أودري هيبورن على موقع أول موفي (الإنجليزية)
- Audrey Hepburn Society at the U.S. Fund for UNICEF